# یواس‌اس لئونارد وود (ای‌پی‌ای-۱۲)
یواس‌اس لئونارد وود (ای‌پی‌ای-۱۲) (به انگلیسی: USS Leonard Wood (APA-12)) یک کشتی بود که طول آن 535 ft 2 in بود. این کشتی در سال ۱۹۲۱ ساخته شد.